# خانه تقوی
خانه تقوی (حاج آخوند قهی)  مربوط به دوره قاجار است و در شهرستان اصفهان، بخش جلگه، روستای تاریخی قهی واقع شده و این اثر در تاریخ ۲۴ اسفند ۱۳۸۳ با شمارهٔ ثبت ۱۱۵۳۸ به‌عنوان یکی از آثار ملی ایران به ثبت رسیده است.
این بنا بدستور حاج ميرزا صادق خان قلعه درحدود سال ۱۱۷۰ ه‍.ش (۱۲۰۶ ه‍.ق) ساخته شد وفرزندش محمد جعفر و نوه اش حاج میرزا باقر قهی در ان زندگی می کردند. سپس آيت الله حاج ميرزا ابوالحسن قهي ( معروف به حاج آخوند قهي) در ان زندگی کرده و نهایتا خانواده تقوی مالکیت ان را در دست گرفته و به مرمت و بازسازی  این اثر تاریخی پرداختند. از اینرو این بنا به خانه تقوی معروف است  

## نگارخانه

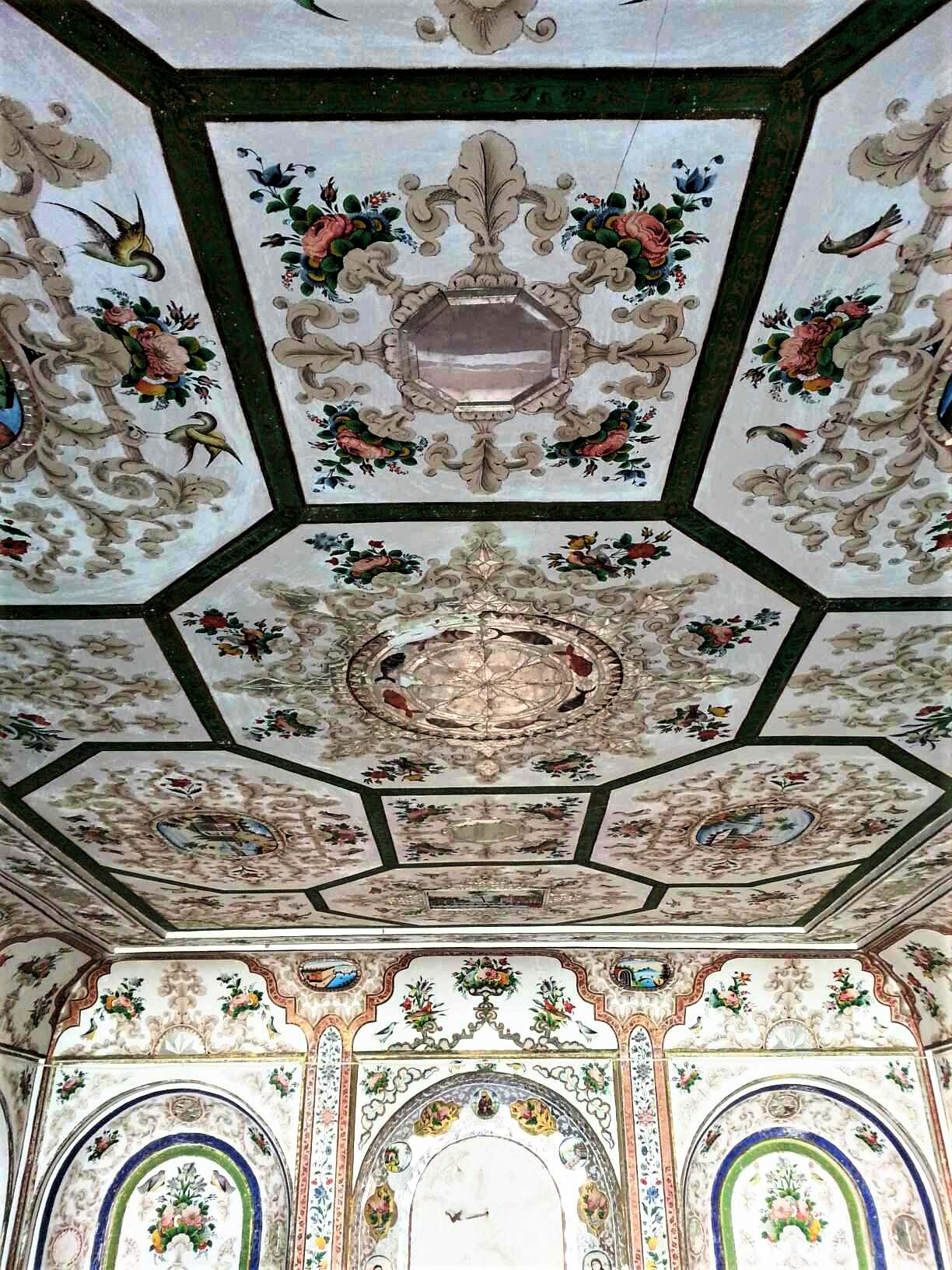
نقاشیهای تزیینی